# Pearl (album)
Pearl je druhé a poslední studiové album americké blues-rockové zpěvačky Janis Joplin, vydané 11. ledna 1971. Album bylo koncipováno jako ukázka síly jejího zpěvu, na rozdíl od jejích předchozích alb, jako bylo např. Cheap Thrills, které se vyznačovalo silnou hudební aranží. Producentem desky byl Paul A. Rothchild, který dříve spolupracoval mimo jiné i s The Doors. Album bývá považováno za nejlepší v krátké kariéře Janis Joplin. Posmrtným pomníkem se stal hit „Me and Bobby McGee“ a symbolický význam má i instrumentální skladba „Buried Alive in the Blues“, k níž měla Janis nazpívat slova 4. října 1970 – v den, kdy byla nalezena mrtvá.

## Seznam skladeb
Skladby které obsahuje původní album vydané roku 1971 (CBS S 64 188).
- A strana

| Pořadí | Název                     | Autor                     | Délka |
| ------ | ------------------------- | ------------------------- | ----- |
| 1.     | Move Over                 | Janis Joplin              | 3:43  |
| 2.     | Cry Baby                  | Jerry Ragovoy, Bert Berns | 3:58  |
| 3.     | A Woman Left Lonely       | Dan Penn, Spooner Oldham  | 3:29  |
| 4.     | Half Moon                 | John Hall, Johanna Hall   | 3:53  |
| 5.     | Buried Alive in the Blues | Nick Gravenites           | 2:29  |

- B strana

| Pořadí         | Název                | Autor                                       | Délka |
| -------------- | -------------------- | ------------------------------------------- | ----- |
| 1.             | My Baby              | Jerry Ragovoy, Mort Shuman                  | 3:26  |
| 2.             | Me and Bobby McGee   | Kris Kristofferson, Fred Foster             | 4:33  |
| 3.             | Mercedes Benz        | Janis Joplin, Bob Neuwirth, Michael McClure | 1:48  |
| 4.             | Trust Me             | Bobby Womack                                | 3:17  |
| 5.             | Get It While You Can | Jerry Ragovoy, Mort Shuman                  | 3:27  |
| Celková délka: | Celková délka:       | Celková délka:                              | 34:09 |

Bonusové skladby obsažené na remasterovaná verzi z roku 1999. Ve všech případech se jedná o nahrávky z živých vystoupení.
| Pořadí | Název                          | Autor                                          | Délka |
| ------ | ------------------------------ | ---------------------------------------------- | ----- |
| 11.    | Tell Mama                      | Clarence Carter, Marcus Daniel, Wilbur Terrell | 6:32  |
| 12.    | Little Girl Blue               | Richard Rodgers, Lorenz Hart                   | 3:50  |
| 13.    | Try (Just a Little Bit Harder) | Jerry Ragovoy, Chip Taylor                     | 6:52  |
| 14.    | Cry Baby                       | Jerry Ragovoy, Bert Berns                      | 6:29  |

## Obsazení

### Full Tilt Boogie Band
- Janis Joplin - zpěv
- Brad Campbell - basová kytara
- Clark Pierson - bicí
- Ken Pearson - varhany
- John Till - kytara
- Richard Bell - klavír

### Hosté
- Sandra Crouch - tamburína
- Bobbie Hall - konga, bonga
- Bobby Womack - akustická kytara v "Trust Me"
- Pearl - akustická kytara v "Me and Bobby McGee"
- Phil Badella, John Cooke, Vince Mitchell - doprovodný zpěv

## Hudební žebříčky
| Žebříček (1971)                         | Nejvyšší pozice |
| --------------------------------------- | --------------- |
| Kent Music Report (Austrálie)           | 1               |
| Canadian RPM Albums Chart               | 1               |
| MegaCharts (Nizozemsko)                 | 1               |
| Media Control Charts (Německo)          | 3               |
| Federazione Industria Musicale Italiana | 83              |
| VG-lista (Norsko)                       | 1               |
| UK Albums Chart                         | 20              |
| Billboard 200                           | 1               |